# Saint-Baussant
Saint-Baussant ist eine französische Gemeinde mit 65 Einwohnern (1. Januar 2022) im Département Meurthe-et-Moselle in der Region Grand Est (bis 2015 Lothringen).

## Geografie
Saint Baussant liegt in einer Höhenlage von 230 Metern auf der Woëvre-Ebene etwa 20 Kilometer westlich von Pont-à-Mousson und hat im Nordwesten einen Anteil am Lac de Madine. Mit dem Forêt des Hauts de Mad grenzt im Südosten Wald an. Durch das Gemeindegebiet fließt der Rupt de Mad. Obwohl inmitten des Regionalen Naturparks Lothringen gelegen, ist das Gemeindegebiet von Saint-Baussant wegen des Erdöltanklagers nicht Teil desselben. Im Nordosten grenzt Saint-Baussant an Essey-et-Maizerais, im Osten an Flirey, im Süden an Seicheprey und im Westen an Lahayville im Département Meuse.

## Geschichte

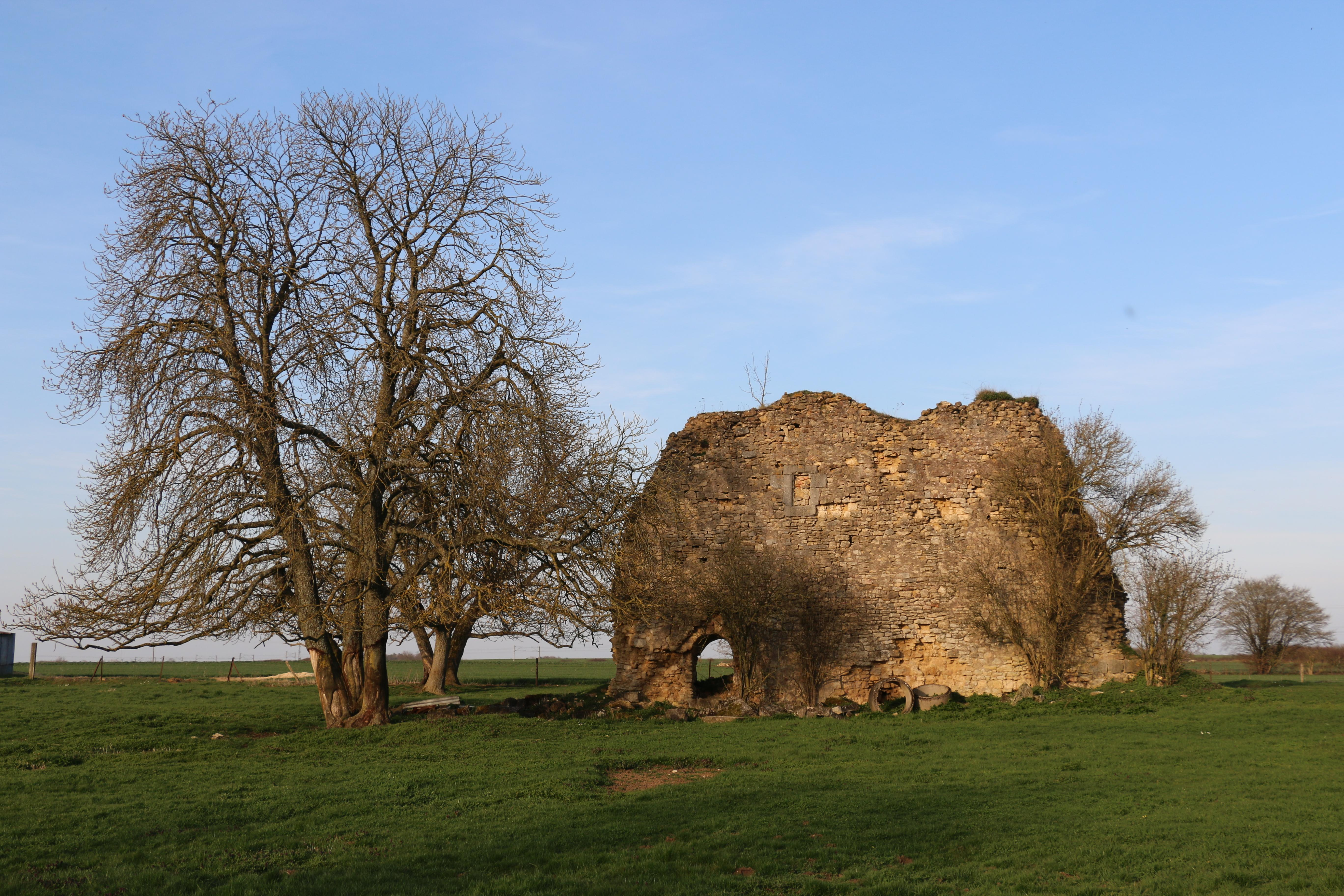
Burgruine in Saint-Baussant

Saint-Baussant ist ein in gallo-römischer Zeit gegründetes Dorf. Ab 1455 bildete das Schloss von Saint-Baussant den Mittelpunkt des Dorfes. Es wurde 1636 und nach seinem Wiederaufbau durch Thierry de Saint Baussant 1724 noch einmal 1825 zerstört, sodass heute nur noch Ruinen übrig geblieben sind. Vor der Französischen Revolution trug der Ort den Namen Roche-sur-Mad. Im Ersten Weltkrieg lag das Dorf an der Front und wurde im Stellungskrieg stark in Mitleidenschaft gezogen. Danach erfolgte der Wiederaufbau.

## Bevölkerungsentwicklung
| Jahr      | 1962 | 1968 | 1975 | 1982 | 1990 | 1999 | 2007 | 2019 |
| Einwohner | 142  | 82   | 68   | 58   | 657  | 59   | 68   | 74   |

## Wirtschaft

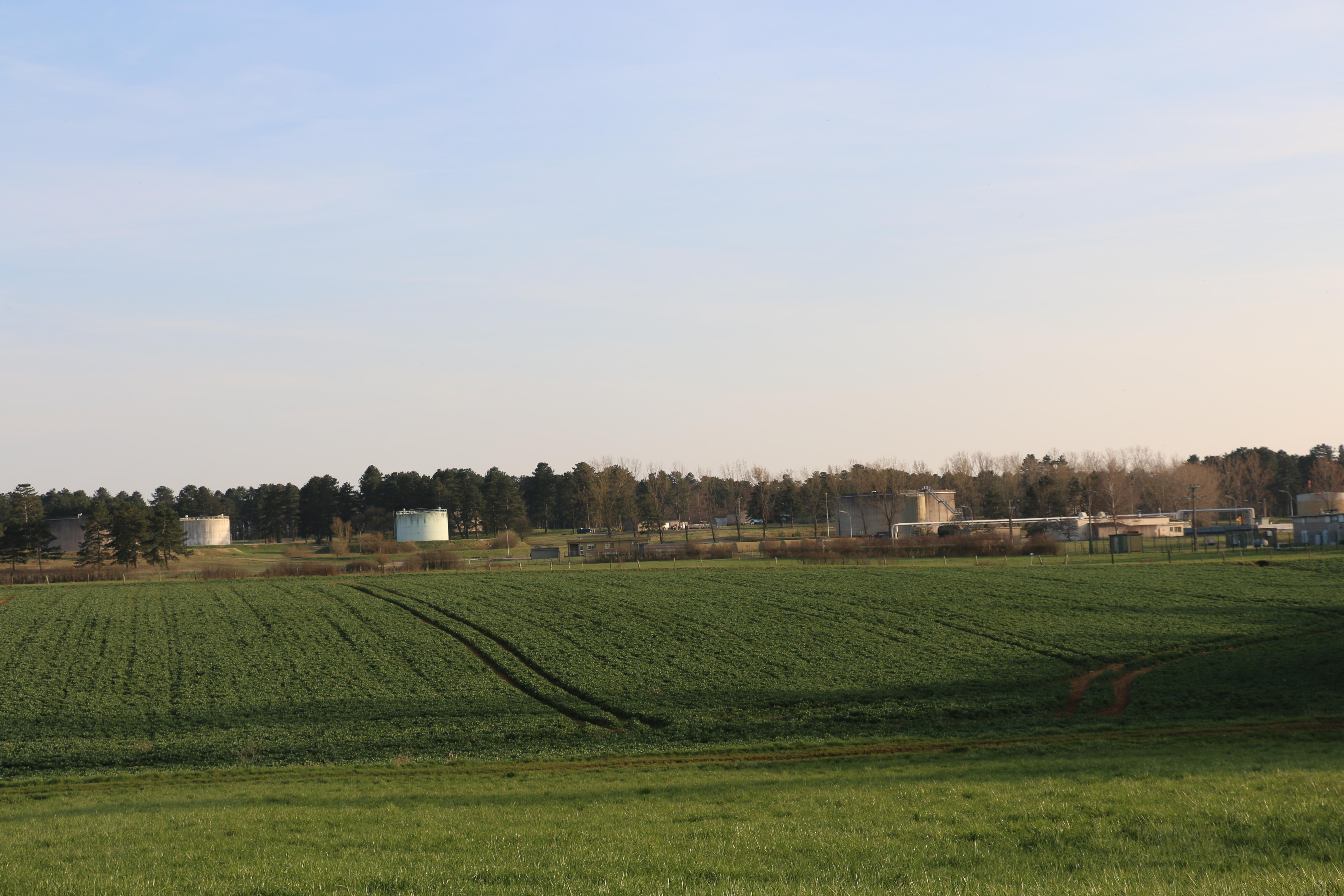
Tanklager am Ortsrand von Saint-Baussant

Saint-Baussant ist landwirtschaftlich geprägt. Südöstlich des Dorfes erstreckt sich ein Erdöltanklager mit einer Kapazität von 74.300 m³. Das Tanklager liegt an der Erdölleitung vom Hafen Donges über Melun nach Metz.

## Infrastruktur
Saint-Baussant liegt an der D28 zwischen dem Abzweig von der D952 im Nordosten und dem Abzweig von der D958 im Süden.
Den Süden des Ortes quert die Bahnstrecke Nancy - Commercy.